# Budy Garlińskie
Budy Garlińskie (prononciation : [ˈbudɨ ɡarˈliɲskʲɛ]) est un village polonais de la gmina de Szydłowo dans le powiat de Mława de la voïvodie de Mazovie dans le centre-est de la Pologne.
Il se situe à environ 13 kilomètres à l'est de Mława (siège du powiat) et à 107 kilomètres au nord de Varsovie (capitale de la Pologne).

## Histoire
De 1975 à 1998, le village appartenait administrativement à la voïvodie de Ciechanów.